# Половодово
Полово́дово — село в Соликамском районе Пермского края России. Входит (с 2019 г.) в муниципальное образование Соликамский городской округ, в 2006—2018 гг был административным центром упразднённого (в 2019 г.) Половодовского сельского поселения.

## География
Географическое положение
Село Половодово располагается в 23 км к востоку от города Соликамска в Пермском крае при впадении реки Козловки в реку Ростовица, правый приток реки Усолки.

## История
Село Половодово известно с 1624 года как деревня Половодова. В 1677 году была выстроена деревянная Дмитриевская церковь и деревня Половодова стала селом Половодово, образовав Половодовскую волость Соликамского уезда.
В 20-х годах XX века Половодово стало центром Половодовского сельсовета Соликамского района.
В 2006—2018 гг — центр Половодовского сельского поселения.
До 1 января 2019 гг. село входило в муниципальное образование «Соликамский район». Когда муниципальный район был упразднен, то все входившие в его состав поселения, включая Половодовское сельское поселение, были упразднены и объединены с городским округом в новое единое муниципальное образование городской округ Соликамский.
В то же время село входит в АТЕ Соликамский район, который сохраняет свой статус как административно-территориальная единица края.

## Население
| 2002 | 2010  | 2021  |
| ---- | ----- | ----- |
| 1630 | ↘1526 | ↘1292 |

## Инфраструктура
В селе Половодово находятся:
- сельскохозяйственное предприятие — ТОО «Половодовское» (Обанкротилось в 2003 году) На этой базе открыт ООО" Сельское" индивидуального предпринимателя И. Н. Вегнер
- Половодовское лесничество Соликамского сельского лесхоза (подразделение закрыто)
- ООО «Ель»
- отделение «Почты России»
- библиотека
- дом культуры
- музей
- МБОУ «Половодовская основнаяя общеобразовательная школа»
- фельдшерская амбулатория